# Studio Teatralne
Studio Teatralne – mała grupa teatralna, często prowadząca niezależną działalność teatralną, edukacyjną, badawczą w dziedzinie teatru, lalkarstwa, tańca czy etnografii.
W Polsce pierwsze Studia Teatralne powstawały tuż po wojnie. W latach 50. znane stało się Studium Teatralne w Kielcach prowadzone przez Irenę i Tadeusza Byrskich, które wykształciło znanych potem aktorów Annę Ciepielewską, Lilianę Ochmańską i Stanisława Niwińskiego oraz piosenkarkę Joannę Rawik.
W latach 60. znane było Studium Teatralne w Lublinie prowadzone przez Irenę Szczepowską. W latach 80. działało w tym mieście inne Studium Teatralne w Bramie Grodzkiej. W latach 90. przekształciło się w Teatr NN.
Od lat 80. działa w Łodzi Studio Teatralne „Słup” złożone pierwotnie z uczniów Liceum Ogólnokształcącego. Przygotowało ono szereg przedstawień rozgrywających się przestrzeni ulicznej miasta.
Od 2000 roku działa Cieszyńskie Studio Teatralne, które przygotowuje spektakle wzbogacone o treści etnograficzne, związane z kulturowością Beskidu Niskiego i Bieszczadów. Członkowie zespołu wędrują po bieszczadzkich i podlaskich wsiach, pograniczu polsko-ukraińskim. Członkowie zespołu odtwarzają dawne obyczaje, kolędując po wsiach, organizując jasełka i spotkania karnawałowe, koncerty, wystawy oraz spotkania naukowe.
Od 1997 roku działa Studio Teatralne w Warszawie mieszczące się na Pradze przy ulicy Lubelskiej. Studium za główny cel obrało zespolenie i samokształcenie grupy, doskonalenie się w sztuce teatru oraz pogłębianie prawdy artystycznej. Obok działalności samokształceniowej i teatralnej Studio przygotowuje projekty edukacyjne dla szkół średnich i studentów, prowadzi działalność społeczną prezentując przedstawienia w domach dziecka oraz zmienia przestrzeń sąsiedzką, własnymi siłami zagospodarowując podwórko przed siedzibą teatru.